# 윤병태
윤병태(尹炳泰, 1960년 8월 25일~)는 대한민국의 정치인이다. 제8대 나주시장이다.

## 학력
- 남평중학교 (졸업)
- 광주상업고등학교 (졸업)
- 성균관대학교 (경제학 / 학사)
- 미주리대학교 대학원 (경제학 /  박사)

## 경력
- 제36회 행정고시 합격
- 기획재정부 예산기준과장
- 기획재정부 재정제도과장
- 대통령비서실 교육문화수석비서관실 선임행정관
- 기획재정부 행정안전예산심의관
- 2018.08 ~ 2021.09: 전라남도 정무부지사
- 2021.11 ~ 2022.03: 더불어민주당 대한민국 대전환 선거대책위원회 혁신도시발전특별위원회 공동위원장
- 2022.07 ~ : 제8대 민선 8기 전라남도 나주시장(초선)
- 2022.07 ~ : 전국혁신도시협의회 부회장

## 역대 선거 결과
| 실시년도 | 선거      | 대수 | 직책 | 선거구      | 정당         | 득표수   | 득표율          | 순위 | 당락 | 비고           |
| -------- | --------- | ---- | ---- | ----------- | ------------ | -------- | --------------- | ---- | ---- | -------------- |
| 2022년   | 지방 선거 | 8대  | 시장 | 전남 나주시 | 더불어민주당 | 30,391표 | \| \| 58.81% \| | 1위  |      | 초선, 민선 8기 |
|          | 58.81%    |      |      |             |              |          |                 |      |      |                |

| 전임 우기종 | 제12대 전라남도 정무부지사 2018년 8월 27일~2021년 10월 12일 | 후임 명창환(권한대행) 박창환 |

| 전임 강인규 | 제8대 전라남도 나주시장 2022년 7월 1일~ |  |